# Adeje
Adeje és un municipi canari, pertanyent a la província de Santa Cruz de Tenerife. Està situat a l'oest de l'illa de Tenerife. El municipi també ha estat denominat Adexe, a causa del fet que en castellà antic el fonema s'escrivia X.
La principal activitat econòmica és el turisme, en la zona de Playa de las Américas particularment, on ha avançat molt en els últims anys, gràcies a un altre sector bastant desenvolupat, la construcció. És una de les zones visitades pels turistes per les seves platges i el seu clima.
També es dediquen a l'agricultura de secà i són productors de raïm, cereals, tomàquets i plàtans. Adeje és un important nucli turístic tant de l'illa com a nivell nacional i internacional. Aquest municipi compta amb la major concentració d'hotels 5 estrelles d'Europa i, a més, té el que és considerat el millor hotel de luxe de l'estat espanyol segons World Travel Awards. En el seu terme municipal es troba el parc aquàtic Siam Park, que és considerat el millor parc aquàtic de el món.

## Llocs d'interès
Entre els seus atractius més importants hi ha el centre turístic del municipi Costa Adeje, que en estar prop de Los Cristianos i de la Playa de las Américas, aquests últims anys ha evolucionat molt. El Barranco del Infierno és un dels més coneguts de l'illa i molt visitat per excursionistes i turistes durant tot l'any. L'Església de Santa Ursula i El Convent compten amb nombroses obres del denominat Art Sacre.
 

De La Casa Fuerte la part que queda actualment dempeus es troba en estat ruïnós. Està present a l'escut de la ciutat i forma part de la història del municipi i de l'illa, amb la presència de la família Ponte, guanxes sotmesos i esclaus, molts procedents d'Àfrica. Es va construir al segle xvi per a evitar les incursions dels pirates, no obstant això, va ser visitada pel corsari John Hawkins, que mantenia una relació comercial amb la família propietària de la Casa i del Marquesat. És Monument Històric Artístic.

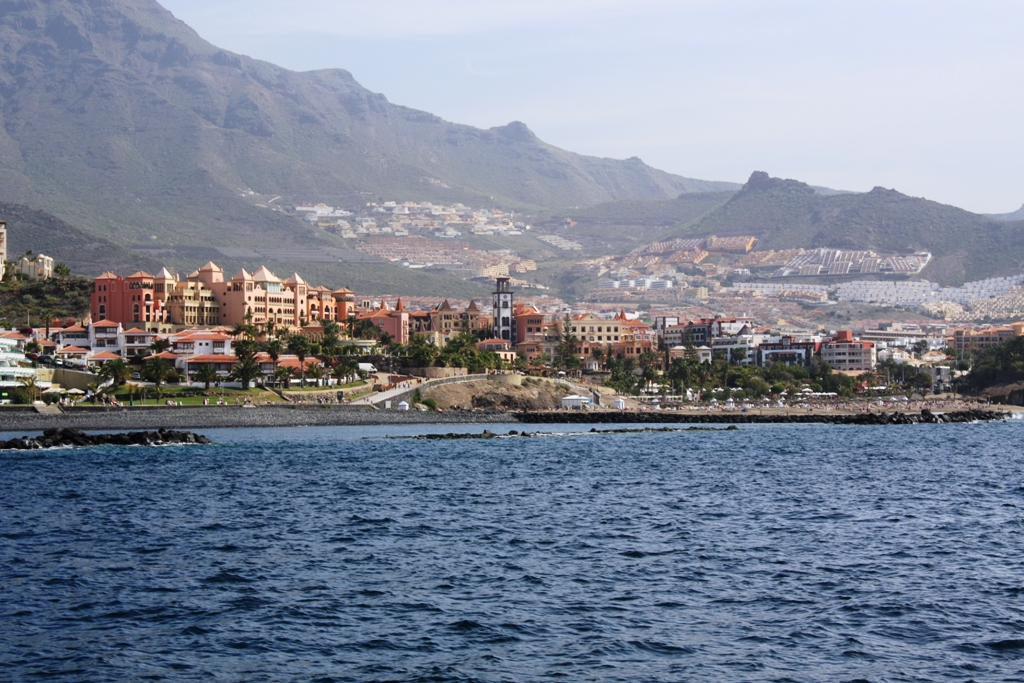
Costa Adeje

## Persones il·lustres
- Tinerfe, mencey guanxe. Governar tota l'illa de Tenerife aproximadament cent anys abans de la conquesta.
- Agoney Hernàndez, cantant. Va saltar a la fama per ser concursant del famós programa de televisió Operación Triunfo 2017.